# ニコラエ・ミレスク
ニコラエ・ミレスク（Nicolae Milescu, 1636年 - 1708年）は、モルドバ公国（ルーマニア）の貴族出身の文人、政治家。ミレスクは本名で、ロシア名はスパファリー（Спафа́рий）という。

## 生涯
1636年にモルドバのバスルイ近郊のミレシュティで生まれた。コンスタンティノープルにある東方正教会の総主教府付属アカデミー（神学校）で学び、モルドバの首都ヤシに帰り、軍の司令官（長官）になった。1668年にモルドバ公国の君主の地位をねらった陰謀計画が露見し、鼻切りの刑に処された。亡命してドイツ、フランス、スウェーデンで生活したのち、1671年にモスクワに行き、ロシア外務省使節局の翻訳官（通訳）になった。1675年にロシア皇帝の外交使節団団長として北京に派遣され、1678年にモスクワに戻った。宮廷で叩頭することを拒絶したため北京派遣の目的はかなわなかった。この派遣によって書かれたミレスクの『トボリスクから中国国境までのシベリア王国旅行記』（1675年執筆、1882年刊）と『中国紀行記または使節団報告書』（1675年から1678年に執筆、1906年刊）は、「当時のシベリア、中国の自然、社会制度、風俗を知る貴重な文献」と評価されている。他にギリシア語訳『旧約聖書』のルーマニア語への重訳や東方教会の神学論などの著作がある。1708年にモスクワで死去した。